# Ofcolaco
Ofcolaco is een klein dorpje in de provincie Limpopo in Zuid-Afrika dat is vernoemd naar de Officers Colonial Land Company die na de Eerste Wereldoorlog werd gevormd door gedemobiliseerde Britse legerofficieren. Deze kocht in 1920 grond voor vestiging langs de rivier de Selati. Deze gepensioneerde officieren slaagden erin een redelijk inkomen te verdienen door citrus en subtropisch fruit te verbouwen.
De nederzetting bevindt zich 43 km ten zuidoosten van Tzaneen. 
De gedeelde faciliteiten van het oorspronkelijke Ofcolaco zijn allang verdwenen. Afstammelingen van de oorspronkelijke officieren wonen nog steeds in de wijk en zijn trots op hun erfgoed. Het huidige Ofcolaco is in feite een servicecentrum langs de weg met een tankstation, leveranciers van landbouwmachines, een slijterij, een kruidenierswinkel en een lokale markt.